# エミール＝ルネ・メナール
エミール＝ルネ・メナール（Marie Auguste Émile René Ménard、1862年4月15日 - 1930年1月13日）はフランスの画家である。「象徴主義」の画家にも分類される。

## 略歴
パリで生まれた。父親は国立高等装飾美術学校の事務長を務めた画家のルネ＝ジョゼフ・メナールで、姉のルイーズも画家となり、Louise Galtier-Boissière(1866-1957)として知られる。叔父のルイ・メナール(Louis Ménard)は化学者、文学者である。
子供時代から父親を訪れる、コローやミレーや「バルビゾン派」の画家によってもたらされた芸術的環境の中で育った。ポール・ボードリーやウィリアム・アドルフ・ブグロー、アンリ・ラマンに学んだ後、1880年から私立の美術学校、アカデミー・ジュリアンで学んだ。
象徴的な味わいのある風景画で知られるようになり、1897年に「ミュンヘン分離派」の展覧会やベルギーの美術団体、「ラ・リーブル・エステティーク」の展覧会に出展した。パリの画廊で個展も開いた。1904年にグランド・ショミエール芸術学校の教授に任じられた。1890年代からの写実的な人気画家のグループの「バンド・ノワール」の一人に数えられて論じられた。
1921年にアンリ・マルタンやエドモン＝フランソワ・アマン＝ジャンらと「12人展 (Salon des douze)」を開いた。アメリカでも展覧会が開かれ、公共施設の壁画・装飾画の依頼にも答えた。
1900年にレジオンドヌール勲章(シュヴァリエ)を受勲し、1910年にレジオンドヌール勲章(オフィシエ)を受勲した。

## 作品

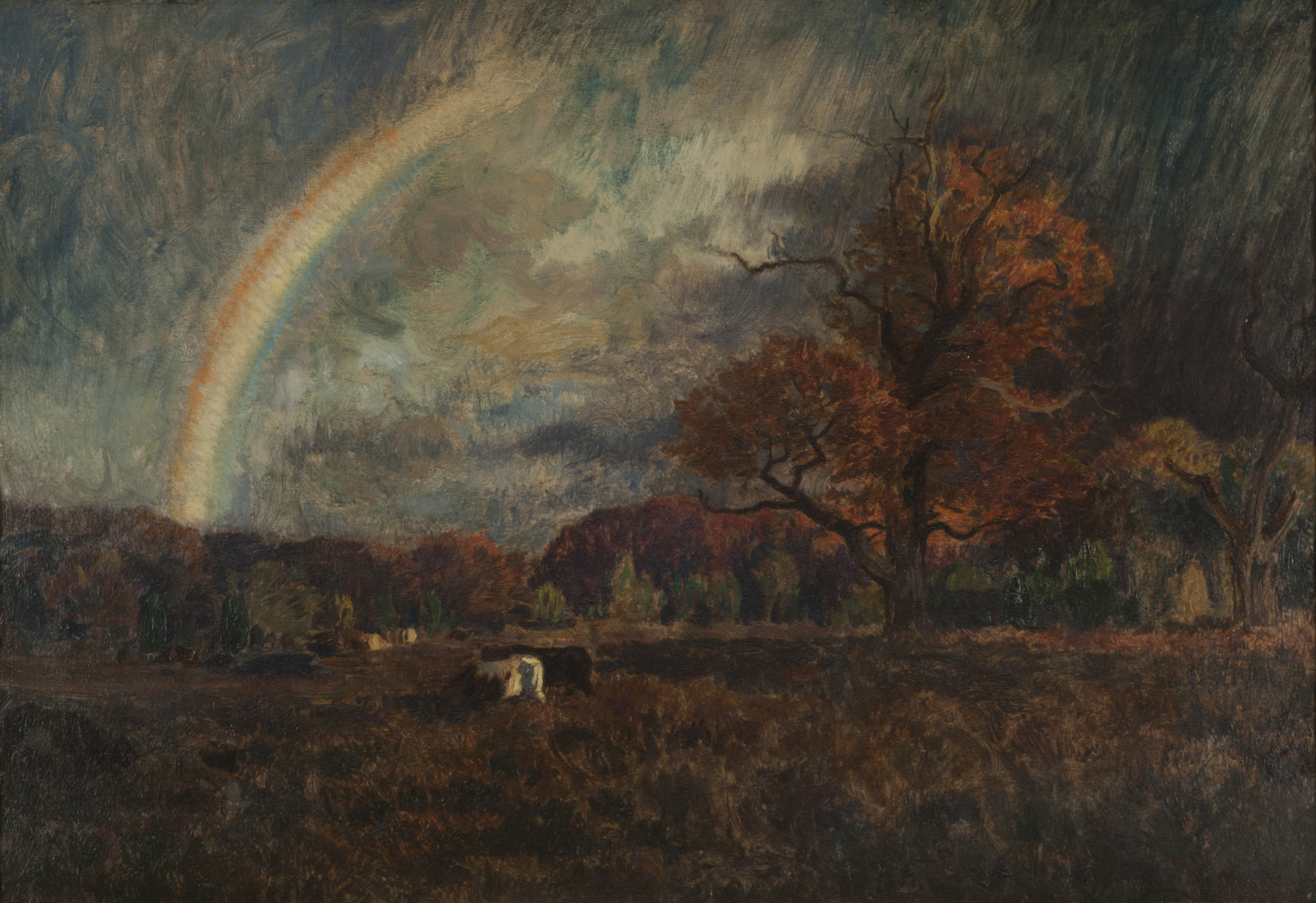
「虹」
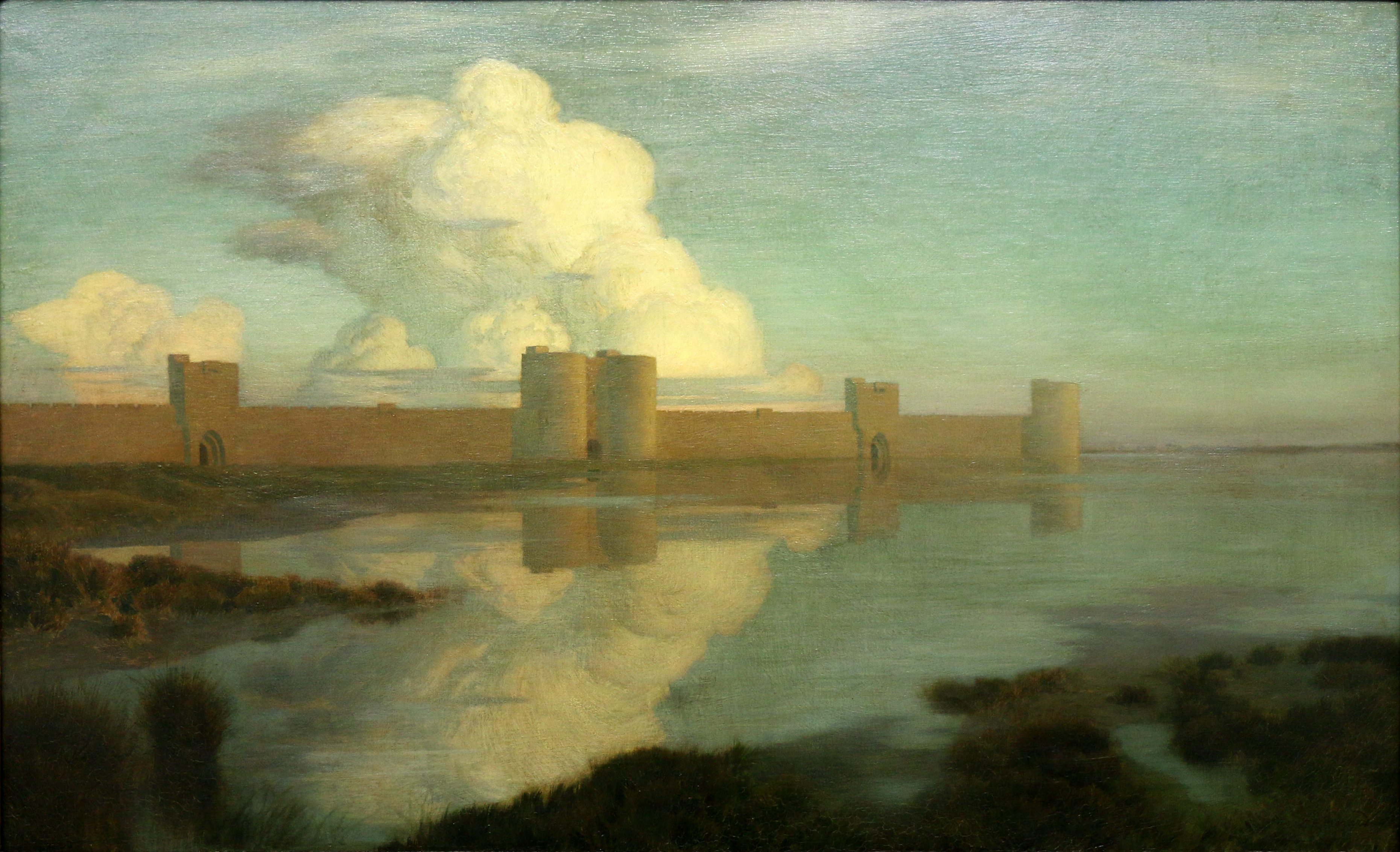
「エーグ＝モルト」
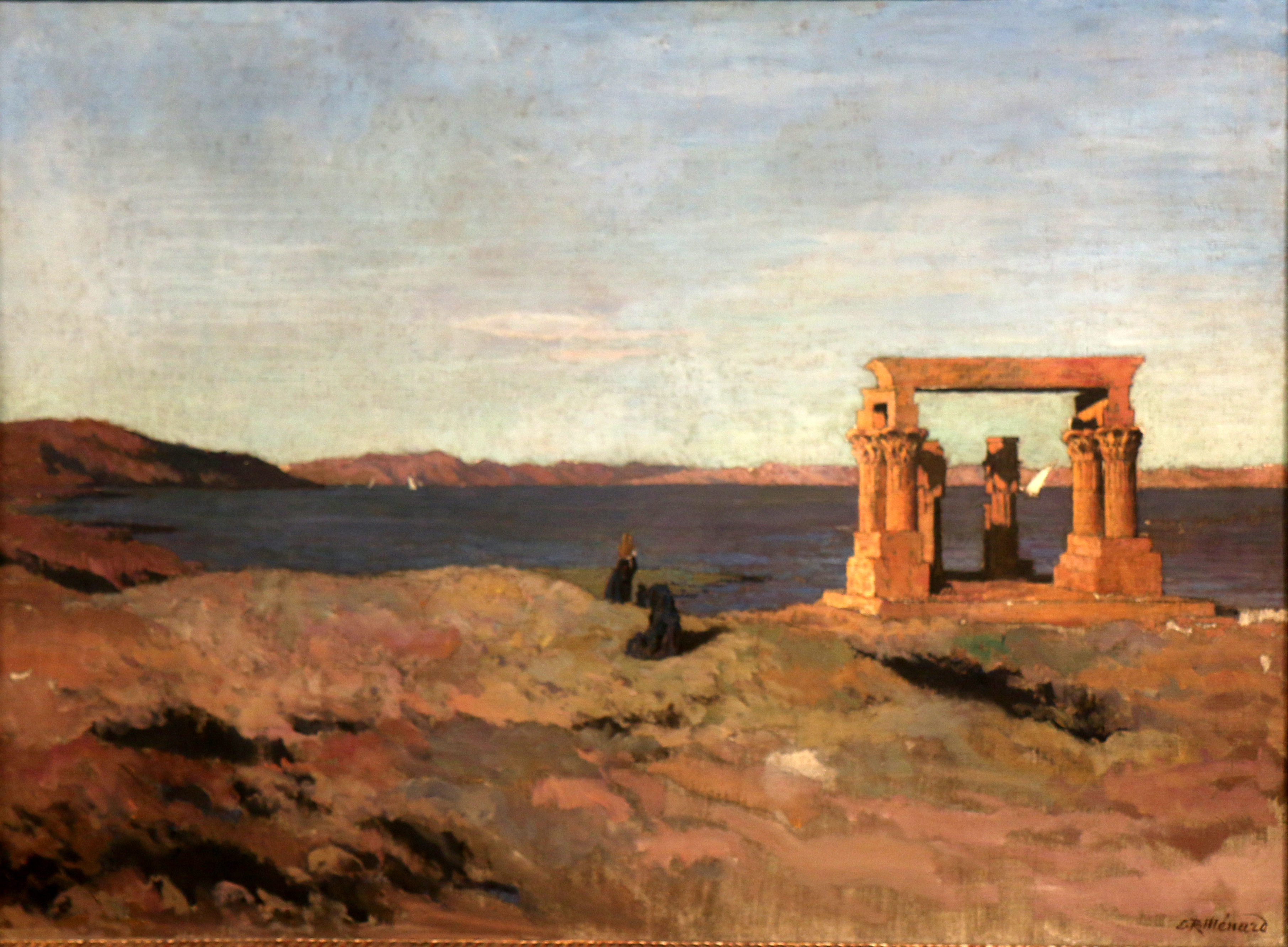
「ケルダサの神殿」
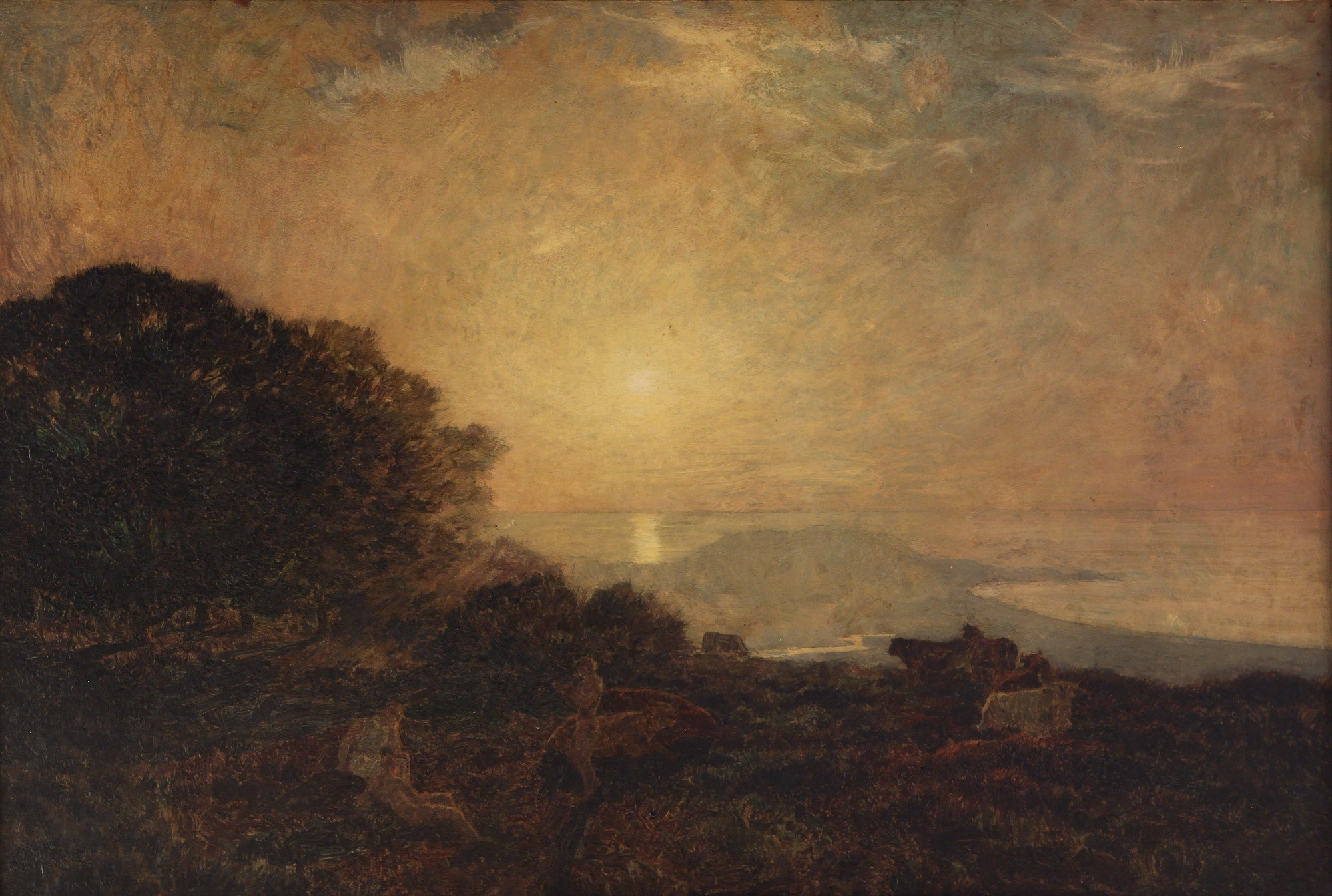
風景
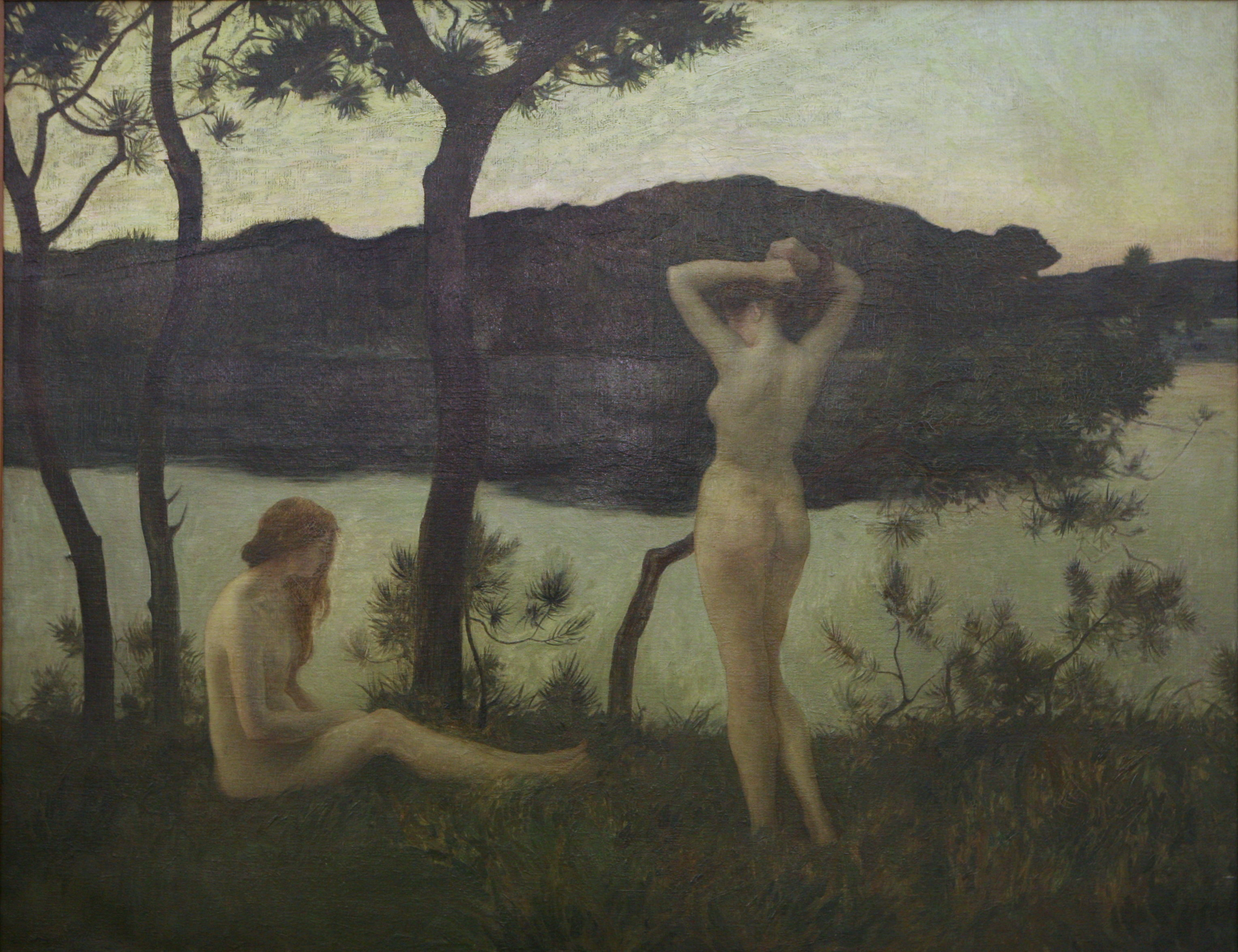
「ナーイアス」(1896)
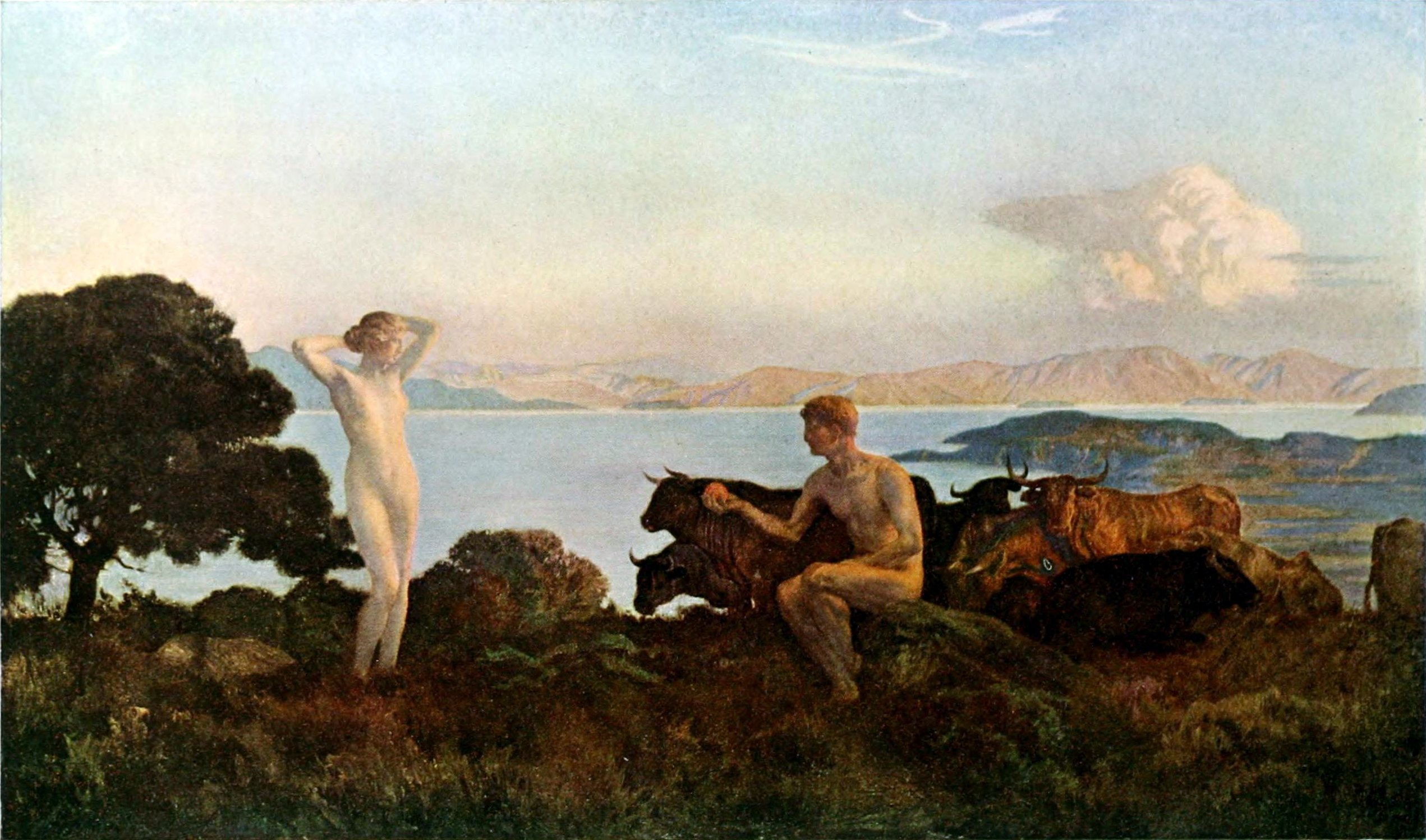
「パリスの審判」（1907）